# Moondarra Reservoir
Moondarra Reservoir är en reservoar i Australien. Den ligger i delstaten Victoria, omkring 130 kilometer öster om delstatshuvudstaden Melbourne. Moondarra Reservoir ligger 271 meter över havet.
I omgivningarna runt Moondarra Reservoir växer i huvudsak städsegrön lövskog. Runt Moondarra Reservoir är det ganska tätbefolkat, med 65 invånare per kvadratkilometer. Genomsnittlig årsnederbörd är 1 343 millimeter. Den regnigaste månaden är juni, med i genomsnitt 189 mm nederbörd, och den torraste är januari, med 59 mm nederbörd.